# Gustav Nachtigal
Gustav Nachtigal, född 23 februari 1834 i Eichstedt, Altmark, död 20 april 1885, var en tysk upptäcktsresande.

## Biografi
Nachtigal var militärläkare i Köln, då han 1863 av hälsoskäl begav sig till Algeriet. Efter några år slog han sig ned som praktiserande läkare i Tunis. År 1868 erhöll han i uppdrag av den preussiska regeringen att till sultan Omar av Bornu överbringa dyrbara skänker från kung Vilhelm.
I januari 1869 anträdde han sin ansträngande och farliga färd genom dittills alldeles obekanta delar av Sahara och Sudan samt kom i juli 1870 till Bornus huvudstad. Därifrån företog han en rad upptäcktsfärder, mot nordost till Borku, mot sydost till Bagirmi, samt återvände hem genom Wadai, Darfur och Kordofan till Kairo (november 1874) och Europa. Resultaten av denna resa framlade han i arbetet Sahara und Sudan (tre band, 1879-89), särskilt viktigt för kännedomen om Tibesti, Bornu och Wadai.
Han valdes till Tyska afrikanska sällskapets president, erhöll 1876 av Geografiska sällskapet i Paris dess stora guldmedalj och utsågs samma år av den internationella Kongoassociationen i Bryssel till styrelseledamot. Efter några års vistelse i Berlin blev han 1882 tysk generalkonsul i Tunis och sändes i maj 1884 som Tyska rikets kommissarie till Guineakusten, där han tog verksam del i grundläggandet av det tyska kolonialväldet, i synnerhet i området kring Kamerunberget. Han angreps emellertid snart av klimatfeber och dog på hemresan ombord på tyska krigsfartyget "Möwe".
Nachtigalplatz i Berlin har fått sitt namn efter Gustav Nachtigal.

### Fotnoter
1. ↑  Encyclopædia Britannica, Encyclopædia Britannica Online-ID: biography/Gustav-Nachtigaltopic/Britannica-Online, läst: 9 oktober 2017.[källa från Wikidata]
2. 1 2  Brockhaus Enzyklopädie, Brockhaus Enzyklopädie-ID: nachtigal-gustav.[källa från Wikidata]
3. ↑  Dalibor Brozović & Tomislav Ladan, Hrvatska enciklopedija, lexikografiska institutet Miroslav Krleža, 1999, Hrvatska enciklopedija-ID: 42692.[källa från Wikidata]
4. ↑  Gemeinsame Normdatei, läst: 25 juni 2015.[källa från Wikidata]
5. ↑  Bloodhound, Bionomia-ID: Q60549.[källa från Wikidata]
6. ↑  Royal Geographical Society, Gold Medal Recipients, Royal Geographical Society, 2022, läs online.[källa från Wikidata]
7. ↑  ”Sahara and Sudan: The Results of Six Years Travel in Africa”. World Digital Library. 1879-1889. http://www.wdl.org/en/item/7312/. Läst 3 oktober 2013.